# Jean-François Lamour
Jean-François Lamour, francoski sabljač in politik, * 2. februar 1957.
Sodeloval je na sabljaškem delu poletnih olimpijskih igrah leta 1984, leta 1988 in leta 1992.
Lamour je trenutni minister za šport Francije (od leta 2002).